# Parafia Narodzenia Najświętszej Marii Panny w Jazowsku
Parafia Narodzenia Najświętszej Marii Panny w Jazowsku – parafia rzymskokatolicka w Jazowsku. Administracyjnie należy do diecezji tarnowskiej (dekanat Łącko). Swoim zasięgiem obejmuje wiernych będących mieszkańcami miejscowości: Jazowsko, Brzyna, Kadcza, Łazy Brzyńskie oraz część Obidzy.
Parafia jest obsługiwana przez księży diecezjalnych.

## Historia
Powstanie rzymskokatolickiej parafii w Jazowsku, a także budowę pierwszego kościoła, datuje się zazwyczaj na drugą połowę XIII wieku (pierwsza wzmianka na jej temat pochodzi z 1310 roku). Według miejscowych legend fundatorką świątyni miała być Święta Kinga – żona polskiego władcy, Bolesława V Wstydliwego. Prawdziwość owych legend podają jednak w wątpliwość historycy, którzy skłaniają się raczej ku tezie, iż pierwszy kościół w Jazowsku powstał w wyniku fundacji rycerskiej. O świątyni tej wspominał kronikarz Jan Długosz w spisie Liber beneficiorum dioecesis Cracoviensis. Wynika z niego, że w Jazowsku znajdował się drewniany kościół pod wezwaniem Narodzenia Świętej Maryi. Pierwszy kościół w Jazowsku nie przetrwał do czasów współczesnych. Najprawdopodobniej uległ zniszczeniu na skutek pożaru.
Przełom XVI i XVII wieku był dla parafii okresem kryzysu. Przez długi czas Jazowsko nie posiadało plebana, czego przyczyną mogło być zbyt szczupłe uposażenie lub jego rabunek przez patronów. Przez pewien czas parafia znajdowała się w rękach protestantów. Dopiero objęcie funkcji proboszcza przez ks. Teodora Tekstorisa (1617) zahamowało stopniowy upadek parafii. Powstanie parafialnego archiwum jest datowane na rok 1680. Od tego roku prowadzona jest także Kronika Parafialna (tzw. liber memorabilium). Z kolei księgi metrykalne są prowadzone od 1700 roku.
W 1696 roku funkcję proboszcza objął ks. Jan Owsiński, potomek miejscowej rodziny włościańskiej. Zainicjował on budowę nowego, murowanego kościoła – nie szczędząc przy tym na ten cel swoich prywatnych funduszy. Kościół stanął w 1717 roku. Jego konsekracja miała miejsce 24 sierpnia 1740 roku.
Parafia w Jazowsku wchodziła początkowo w skład diecezji krakowskiej (dekanat sądecki). Od 1785 roku należy do dekanatu łąckiego diecezji tarnowskiej.
Przez wieki Jazowsko stanowiło ważny ośrodek kultu maryjnego. Fakt ten należy wiązać ze znajdującym się tam XV-wiecznym obrazem Matki Boskiej Szkaplerznej, za którego sprawą wierni mieli otrzymywać rozliczne łaski. Do Jazowska przez wieki przybywały pielgrzymki z pobliskiego Podhala, a nawet z Węgier i Słowacji (ostatnia pielgrzymka ze Słowacji do Jazowska miała miejsce w 1938). Od 1954 roku kościół w Jazowsku posiada status sanktuarium maryjnego.

## Obiekty sakralne
Funkcję kościoła parafialnego pełni kościół pw. Narodzenia NMP w Jazowsku. Świątynia pochodzi z pierwszej połowy XVIII wieku i jest zbudowana w stylu późnobarokowym. Od 16 kwietnia 1971 kościół jest wpisany do rejestru zabytków (pod nr 258).
Ponadto parafia zarządza również kaplicą w Brzynie.